# 楊繼先
楊繼先（1562年—1604年），字思孝，號肖吾，直隸保定府定興縣人，民籍，明朝政治人物。

## 生平
萬曆十年（1582年）舉壬午科順天鄉試五十五名，萬曆十四年（1586年）丙戌科會試一百三十六名，登三甲第六十名。通政司觀政，任山東歷城縣知縣。丁憂，十八年復除本省館陶縣知縣，二十一年升南京户部山東司主事，二十三年調南兵部主事，二十六年升员外郎，本年升郎中，升潁州兵备佥事，二十八年升陕西副使，三十年改山西副使，三十二年卒。

## 家族
曾祖父楊潤；祖父楊律，曾任歲貢；父楊培，曾任生員。母閻氏。具慶下。弟楊志先、楊守先（廪生）、楊傚先（廪生）。